# Inmigración indonesia en los Estados Unidos
Los indonesios estadounidenses (en indonesio: Orang Amerika Indonesia) son migrantes del país multiétnico de Indonesia a los Estados Unidos y sus descendientes nacidos en Estados Unidos. Tanto en el censo de los Estados Unidos de 2000 como en el de 2010, fueron el decimoquinto grupo más grande de estadounidenses de origen asiático registrado en los Estados Unidos, así como uno de los de más rápido crecimiento en general.

## Historia

### Descripción general
Los primeros inmigrantes indonesios a los Estados Unidos fueron neerlandeses-indonesios o "indos" que se establecieron en el Sur de California en la década de 1950 como refugiados tras la Revolución Nacional de Indonesia contra los colonos neerlandeses.  Grupos de estudiantes internacionales indonesios comenzaron a llegar a los Estados Unidos en cantidades significativas a mediados de la década de 1950, comenzando con un programa de la Administración de Cooperación Internacional de 1953 (ahora Agencia de los Estados Unidos para el Desarrollo Internacional) para permitir que los profesores de medicina de la Universidad de Indonesia realicen estudios superiores en la Universidad de California en Berkeley . El asentamiento permanente en Estados Unidos comenzó a crecer en 1965, debido a la Ley de Inmigración y Nacionalidad de 1965, que abrió la puerta a la inmigración asiática, y a la violenta y caótica Transición al Nuevo Orden en Indonesia, que impulsó la emigración desde ese país. Debido a la crisis financiera asiática de 1997, entre 1980 y 1990, el número de indonesios en los Estados Unidos se triplicó, llegando a 30.085. Una gran proporción vive en el sur de California : 29.710 encuestados en el censo de 2000 que enumeraron "indonesio" como una de sus etnias vivían allí.  Indonesia fue uno de los otros 25 países que participaron en un programa de registro especial para sus emigrantes que comenzó en 2002 como respuesta a los ataques del 11 de septiembre contra Estados Unidos.  Después del tsunami de 2004 en el Océano Índico, hubo otra oleada de inmigrantes a la costa este de los Estados Unidos que incluyó a muchos indonesios. 
Entre 2000 y 2010, el número de encuestados que se identificaron a sí mismos como indonesios (ya sea solo o en combinación con otras respuestas) aumentó en un 51%, de 63.073 a 95.270. En 2015, este número ha aumentado de nuevo a 113.000 personas según el Pew Research Center.

### Solicitantes de asilo chino-indonesios
El cabildeo activo contra los políticos por parte de grupos chino-estadounidenses contribuyó a un número inusualmente alto de solicitantes de asilo político chino-indonesios exitosos en los Estados Unidos en 1998 como consecuencia de los disturbios de mayo de 1998 en Indonesia. Según el Departamento de Justicia de EE. UU., A 7.359 solicitantes se les otorgó el estatus de asilado y a 5.848 se les negó en la década hasta 2007. En los últimos años, sin embargo, se ha vuelto cada vez más difícil para los solicitantes demostrar a los funcionarios de inmigración que enfrentarían violencia selectiva si regresaran a Indonesia.
En 2004, la Corte de Apelaciones del Noveno Circuito de Estados Unidos falló en Sael v. Ashcroft que una pareja de chinos indonesios era elegible para el asilo político después de citar la existencia de violencia contra los chino-indonesios y de leyes que prohíben las escuelas e instituciones chinas. El mismo tribunal otorgó al año siguiente a Marjorie Lolong elegibilidad para el asilo después de encontrar que ella es "miembro de subgrupos [de mujeres y cristianos] que corren un riesgo sustancialmente mayor de persecución que el grupo étnico chino en su conjunto. "  Sin embargo, el tribunal revocó sus conclusiones a través de una decisión en banc y declaró que entendía la "decisión de la Junta de Apelaciones de Inmigración (BIA) de excluir una concesión general de asilo a los cristianos chinos indonesios". La opinión disidente criticó el rechazo de la BIA al testimonio sobre la incapacidad del gobierno indonesio para controlar la persecución a pesar de sus intenciones.

## Demografía

### Etnicidad
Los estadounidenses de Indonesia son miembros de varias subcategorías étnicas como los javaneses, minahasios, bataks o tionghoa (chino-indonesios). Los primeros indonesios que se mudaron al sur de California fueron los ´´indos´´ (indonesios de ascendencia mixta de indonesios y europeos, principalmente neerlandeses). Sin embargo, la mayoría de los indonesios que llegaron en la década de 1960 eran de ascendencia china. Estimaciones no oficiales sugieren que hasta el 60% de los indonesios del sur de California son de ascendencia china . El matrimonio interracial no es infrecuente, especialmente entre los jóvenes, aunque los ancianos a menudo prefieren que sus hijos se casen con otros indonesios o chinos.
Muchos estadounidenses indonesios de segunda generación todavía sienten una conexión con su identidad indonesia a través de su ascendencia a pesar de que a menudo no tienen un conocimiento completo del idioma indonesio.

### Religión
Los estadounidenses de Indonesia pertenecen a muchas religiones, como el islam, el protestantismo, el catolicismo, el confucianismo, el budismo y el hinduismo, aunque las tres primeras son las más comunes.
Si bien el Islam tiene popularidad entre los estadounidenses de Indonesia debido a que Indonesia es uno de los países islámicos más grandes del mundo, el cristianismo es la tradición religiosa de mayor crecimiento entre estas comunidades. La primera iglesia indonesia en los Estados Unidos fue una Iglesia Adventista del Séptimo Día establecida en Glendale, California en 1972 con una congregación predominantemente indo (ahora ubicada en Azusa, CA); sin embargo, a medida que más migrantes pribumi se unían a la iglesia, surgieron tensiones raciales y los indios se retiraron a otras iglesias. La segunda iglesia de Indonesia que se fundó en los Estados Unidos fue una iglesia bautista, iniciada por un pastor de etnia china y con una congregación predominantemente de etnia china. En 1988, había 14 congregaciones protestantes indonesias; diez años después, ese número había aumentado a 41, con dos congregaciones católicas indonesias también. El catolicismo está más presente en las comunidades estadounidenses de Indonesia en estados como California, Georgia, Nueva Jersey o Pensilvania, donde se ofrece misa semanal o mensualmente en el idioma indonesio. Muchos de los inmigrantes chino-indonesios de finales de la década de 1990 eran cristianos y optaron por huir del continente por temor a la persecución. 
Los musulmanes indonesios constituían alrededor del 15% de la población estadounidense de Indonesia en la década de 1990. La primera mezquita indonesia en los Estados Unidos fue la mezquita Al-Hikmah fundada en Astoria, Nueva York, que actualmente está dirigida por Shamsi Ali . En 2017, la comunidad musulmana de Indonesia en Los Ángeles compró una antigua iglesia en 1200 Kenmore Avenue y la convirtió en la mezquita At-Thohir. También hay una mezquita indonesia en Silver Spring, Maryland llamada IMAAM Center . Esta mezquita es muy activa hoy a través de sus servicios regulares y alcance comunitario, ya que es un centro importante para la vida musulmana indonesia en Estados Unidos.  Muchos indonesios de clase alta han optado por asimilarse más a la cultura estadounidense debido a las comodidades económicas y culturales. Desde la perspectiva de aquellos dentro de esta comunidad, esto puede verse como una divergencia de la identidad musulmana de Indonesia. 

### Personal
Aproximadamente uno de cada ocho estadounidenses indonesios trabajaba como cocinero, mesero o mesera. Los restaurantes propiedad de estadounidenses indonesios son lugares para la unidad cultural sobre comidas y tradiciones compartidas.

## Medios de comunicación
Los indonesios han fundado varias publicaciones en California. El primero fue el Indonesian Journal, fundado en 1988 y publicado principalmente en idioma indonesio . Otros incluyen Actual Indonesia News, con sede en Loma Linda (fundado en 1996, también en indonesio), y Indonesia Media, con sede en Glendora (fundado en 1998).  The Indonesia Letter, mensual con sede en Los Ángeles, tiene la mayor circulación.

## Otras lecturas
- Wijaya, Juliana (2006), «Indonesian Heritage Learners' Profiles: A Preliminary Study of Indonesian Heritage Language Learners at UCLA», Journal of Southeast Asian Language Teaching 12: 1-14, archivado desde el original el 3 de septiembre de 2021, consultado el 3 de septiembre de 2021.